# قرار مجلس الأمن التابع للأمم المتحدة رقم 564
قرار مجلس الأمن التابع للأمم المتحدة رقم 564، المتخذ بالإجماع في 31 أيار / مايو 1985، بعد الأشارة إلى البيان الذي أدلى به رئيس مجلس الأمن، أعرب المجلس عن قلقه إزاء أعمال العنف التي يتعرض لها السكان المدنيون في لبنان، بما في ذلك في مخيمات اللاجئين الفلسطينيين، مما أدى إلى اصابات.
وحث المجلس المنظمات الدولية، مثل لجنة الصليب الأحمر الدولية ووكالة الأمم المتحدة لإغاثة وتشغيل اللاجئين الفلسطينيين على المساعدة في تقديم المساعدة الإنسانية للسكان المدنيين. كما دعا الحكومة اللبنانية والأمين العام إلى ضمان تنفيذ القرار 564، الذي سيتابعه المجلس عن كثب.